# Resolução 316 do Conselho de Segurança das Nações Unidas
A Resolução 316 do Conselho de Segurança das Nações Unidas, adotada em 26 de junho de 1972, após reafirmar resoluções anteriores sobre o assunto, o Conselho condenou os "atos de violência deploráveis" de Israel e exortou Israel a cumprir as resoluções anteriores e desistir de violar ainda mais a soberania e integridade territorial do Líbano. A resolução passou a expressar o desejo de que todos os militares libaneses e sírios sequestrados por Israel sejam libertados no menor tempo possível e declarou que se as medidas acima mencionadas não fossem tomadas, o Conselho se reuniria novamente para considerar novas ações .
A resolução foi aprovada com 13 votos; O Panamá e os Estados Unidos se abstiveram de votar. A resolução veio no contexto da insurgência palestina no sul do Líbano.